# Мурманск (крейсер, 1953)
«Му́рманск» — лёгкий крейсер проекта 68-бис ВМФ СССР. . Экипаж крейсера — войсковая часть 25173

## Строительство
Корабль был назван в честь лёгкого крейсера «Милуоки», переданного СССР Соединёнными Штатами, который нёс службу на Северном флоте с 1943 по 1949 год под именем «Мурманск».
Крейсер был заложен 28 января 1953 года в доке № 50 завода № 402 в Молотовске под заводским номером 302. Сразу же был включён в состав 81-й бригады строящихся и ремонтирующихся кораблей Беломорской военной флотилии. Для постройки использовались днищевые конструкции крейсера того же проекта «Козьма Минин», снятого со строительства.
24 апреля 1955 года крейсер «Мурманск» спущен на воду. В период с 24 мая по 11 июля проходил швартовые испытания, с 12 июля по 30 июля — заводские испытания.
3 июля 1955 года на крейсере был поднят Военно-морской флаг СССР. С 31 июля по 22 сентября 1955 года крейсер проходил государственные испытания под руководством председателя комиссии государственной приёмки капитана 1 ранга Г. А. Визеля. С 28 по 29 сентября 1955 года под руководством командующего эскадрой Северного флота контр-адмирала Леонида Васильевича Медведева крейсер совершил переход в главную базу Северного флота Североморск.
6 октября 1955 года корабль был зачислен в состав Северного Флота СССР (приказ министра обороны СССР № 00184 от 06.10.1955 г.)
Экипаж крейсера начал формироваться ещё в 1954 году. Командиром крейсера был назначен капитан I ранга Трифон Григорьевич Катышев. Офицерский состав набирался из состава Северного и Черноморского флотов, а также из выпускников военно-морских училищ. Старшинский и рядовой состав преимущественно набирался на Черноморском флоте среди лиц, имеющих опыт службы на кораблях данного проекта.
Шефство над кораблём взяли работники Мурманского тралового флота.

## Служба
В 1956 году лёгкий крейсер «Мурманск» вошёл в состав 2-й дивизии крейсеров на Северном флоте.
В то же время, в середине 1950-х под давлением Н. Хрущёва, желавшего видеть корабли ракетными и атомными, в ВМФ СССР начинаются сокращения. Только в период с 1955 по 1958 годы 240 кораблей и судов было пущено на металлолом. Недавно построенный «Мурманск» избежал подобной участи, но сокращения коснулись его экипажа.
21 марта 1957 года на эскадре Северного флота проходила инспекторская проверка Министерства обороны СССР под руководством Министра — Маршала Советского Союза Р. Я. Малиновского. Крейсер принимал участие в артиллерийских стрельбах главным и универсальным калибрами по воздушной цели, летящей «на пониженной высоте». Стрельба проводилась исключительно радиолокационным способом наведения. Крейсер получил оценку «Отлично». Но уже 1 апреля на корабле начались работы по подготовке к консервации. Из 1270 человек экипажа осталось 925, остальные были досрочно уволены в запас или переведены на другие корабли. Корабль был выведен из состава действующих.
3 сентября 1957 года «Мурманск» был зачислен в состав 176-й бригады резерва кораблей Северного флота и перебазировался в губу Сайда, где был поставлен на бочки. С 1 сентября 1957 года корабль перешёл на новое штатное расписание, по которому в экипаже оставалось 495 человек.
В 1961 году в связи с пересмотром политики в отношении артиллерийских крейсеров корабль оживает. В соответствии с Директивой ГК ВМФ СССР 1 июня 1961 года корабль перешёл в п. Роста на СРЗ-35 для ремонта и расконсервации, был переведён на полный штат и в феврале 1962 года вошёл в состав сформированной 6-й ракетной дивизии. 5 июля 1962 года крейсер приступил к отработке основных задач, возрождалась боевая подготовка.
С 4 по 6 июля 1963 г. «Мурманск» впервые участвует в командно-штабном учении с участием 1-й флотилии атомных подводных лодок, 4-й эскадры дизельных подводных лодок и авиации флота, под командованием командующего флотом адмирала В. А. Касатонова. С 10 по 15 августа крейсер принимал участие в учениях, сразу после которых вышел в первый дальний поход — в Атлантику, имея на борту резервный экипаж атомной подводной лодки.
В 1964 году корабль несколько раз был в дальних походах с выполнением учебных стрельб. С 7 по 12 апреля на очередном выходе в море на корабле присутствовала инспекция министерства обороны СССР во главе с главным инспектором Маршалом Советского Союза К. С. Москаленко. По итогам похода экипаж получил высокую оценку инспекторов. С 17 по 21 октября под флагом командующего флотом вице-адмирала С. М. Лобова совместно с эскадренным миноносцем «Настойчивый» «Мурманск» находился с официальным визитом в Норвегии, в порту Тронхейм, где участвовал в праздничных мероприятиях, посвящённых 20-летию освобождения Норвегии войсками Карельского фронта и моряками Северного флота.
В 1965 году корабль дважды, с 22 июля по 3 августа и с 23 августа по 3 сентября, выходил в Карское море на перехват и пресечение попыток американских военных ледокольных пароходов пройти Северным морским путём на восток. В том же году по итогам боевой и политической подготовки за год крейсер «Мурманск» впервые становится «Отличным» среди крейсеров, с тех пор регулярно поддерживая это звание.
С 31 мая по 2 июня 1967 года крейсер «Мурманск» под командованием капитана 1 ранга Гринчука В. М совершил переход из Северодвинска в губу Западная, имея на борту правительственную делегацию. В составе делегации были Генеральный секретарь ЦК КПСС Л. И. Брежнев, Председатель Совета Министров СССР А. Н. Косыгин, министр Обороны СССР Маршал Советского Союза А. А. Гречко, главком ВМФ Адмирал Флота Советского Союза С. Г. Горшков и сопровождающие их лица. В ходе перехода корабль принял участие в небольшом показательном учении с ракетными стрельбами. В октябре 1967 года корабль был награждён Памятным Знаменем ЦК КПСС, Президиума Верховного Совета и Совета Министров СССР за 2-е место в ВМФ по состязательной артиллерийской стрельбе на приз Главкома ВМФ.
С 1 декабря 1967 года по 30 сентября 1968 года корабль находился на текущем ремонте в Кронштадтском морском заводе. В ходе ремонта был заменён главный паропровод и установлена новая РЛС «Киль». После окончания ходовых испытаний «Мурманск» принял участие в параде кораблей Балтийского флота на Неве в Ленинграде, где находился с 27 октября по 8 ноября 1968 года. После возвращения на Северный флот крейсер был зачислен в состав сформированной ранее 7-й оперативной эскадры Северного флота и стал её флагманом.
С 18 марта по 6 мая 1969 года «Мурманск» находился на боевой службе в Северной Атлантике и Средиземном море в качестве корабля управления под флагом командира 7-й оперативной эскадры контр-адмирала Г. Е. Голоты, сопровождал 8 дизельных подводных лодок 4-й эскадры, причисленных к 5-й оперативной средиземноморской эскадре. Во время этого похода с деловым визитом посетил алжирский порт Аннаба, где был с 12 по 18 апреля. С 22 августа по 14 октября 1969 года крейсер вновь находился в походе в Средиземном море.
С 9 по 30 апреля 1970 года «Мурманск» участвовал в крупнейших за всю историю советского ВМФ учениях «Океан» под командованием адмирала С. М. Лобова с выходом в Атлантику. С 28 апреля с борта крейсера за окончанием учений наблюдали министр обороны А. А. Гречко и главком С. Г. Горшков.
С 3 марта по 22 апреля 1971 года крейсер находился на боевой службе в Средиземном море, оказывая помощь вооружённым силам Египта в ходе войны на истощение. В ходе похода крейсер посетил с визитом югославский порт Дубровник.
С 10 ноября 1971 года крейсер направляется в Чёрное море для ремонта в Севастополе. Однако в ходе движения корабль получил приказ о присоединении к 5-й Средиземноморской эскадре для участия в боевой службе и учениях «Узел» в Тирренском море, которые проходили с 18 ноября по 13 декабря 1971 года. С 28 января 1972 по 30 ноября 1973 год «Мурманск» находился в Севастополе, в длительном ремонте на судоремонтном заводе им. Орджоникидзе.
После ремонта, 29 сентября 1973 года корабль отправился на базу в Североморск, но вновь получил приказ о следовании в зону боевых действий арабо-израильского конфликта в Средиземном море. Находился в зоне боевых действий с 5 октября по 8 ноября 1973 года, за это время выполнил артиллерийские стрельбы и боевые упражнения по ПВО, РЭП и минным постановкам.
В 1974 году корабль участвовал в учениях «Амбразура», «Омега» и «Арктика-74». Участвовал (салютом из 30 залпов) в открытии мемориала «Защитникам Советского Заполярья в годы Великой Отечественной войны» в Кольском заливе. С 1 января 1976 года после переклассификации согласно приказу ГК ВМФ № 0296 от 31.12.1975 года лёгкий крейсер «Мурманск» стал относиться к классу просто крейсеров. С 10 по 14 мая 1978 г. под флагом командира 7-й опэск контр-адмирала В. И. Зуб, совместно с БРК «Смышлёный» «Мурманск» находился с официальным визитом в порту Бордо (Франция). В 1981 году корабль участвовал в крупномасштабных учениях «Запад-81» на Балтике.
С 22 ноября 1982 года «Мурманск» встал на средний ремонт на СРЗ-35 в п. Роста, войдя в состав 48-й отдельной бригады подводных лодок. К этому времени корабль прошёл 242 703 мили.
В 1988—1989 годах начато переоборудование «Мурманска» в крейсер управления. В 1989 году корабль выполнил артиллерийские стрельбы, по итогам которых был объявлен лучшим кораблём по артиллерийской подготовке среди всех кораблей Военно-Морского Флота СССР и награждён переходящим Кубком Главнокомандующего ВМФ.
1 декабря 1989 года крейсер был выведен из боевого состава флота, законсервирован и поставлен в Кольском заливе на отстой.

### Гибель и утилизация
3 июля 1992 года корабль был разоружён и исключён из состава флота, а 31 декабря 1992 года расформирован. В 1994 году крейсер был продан на металл в Индию (по другим данным, в Эмираты).
4 декабря 1994 года во время буксировки в Норвежском море крейсер попал в шторм. Тросы буксира не выдержали 15-метровых волн, и «Мурманск» был выброшен на скалы острова Сёрёйа вблизи деревушки Сёрвер (коммуна Хасвик, Финнмарк, Норвегия).
Летом 1995 года была предпринята безуспешная попытка отбуксировать «Мурманск» в безопасную гавань. В результате кораблю только исправили крен. На новые попытки денег не нашлось. Так как радиации и ядовитых веществ на крейсере не обнаружили, министр охраны окружающей среды  Турбьёрн Бернтсен принял решение оставить «Мурманск» как есть, потому что «это вопрос не загрязнения, а эстетики». До 2008 года крейсер ржавел во фьорде, став местной туристической достопримечательностью и объектом для развлечения. В программу некоторых туров по Финнмарку даже включалось посещение советского корабля.
В 2008 году активисты экологической организации «Беллона» сообщили, что нашли среди оборудования корабля источник радиации. Жители Сёрёйи подняли тревогу. Появилась информация, что с появлением на побережье «Мурманска» заболеваемость раком в Сёрвере удвоилась. Прибрежная деревушка попадает в объективы телекамер со всей страны. Власти пообещали убрать крейсер любой ценой.
Разворачивается самая дорогая в Норвегии операция по утилизации. Из бюджета выделено 328 млн норвежских крон (примерно 2,3 миллиарда рублей; по другим данным, 238,9 млн крон). Тендер выигрывает компания «Деком»  (AF Decom). Крейсер решено распилить, для чего вокруг него возводится мол и организуется сухой док. Мол не раз прорывает, и «Деком» тратит немало времени и ресурсов на устранение утечек.
Утилизация завершилась в 2013 году — почти на два года позже установленного срока. Контракт оговаривал фиксированную сумму, и компания понесла дополнительные расходы, величина которых хранится в тайне.
При демонтаже выяснилось, что радиация на борту в норме. Источником излучения оказались люминесцентные краски на нескольких выключателях и указателях, которые создавали дозу облучения не больше, чем полёт средней продолжительности на обычном самолёте. Медики тоже не нашли оснований полагать, что в муниципалитете повышена заболеваемость раком.
В результате утилизации корабля около 12 тыс. тонн стальной фракции переработано английской компанией C F Booth и местным подразделением CELSA, около 1300 тонн кабелей и 400 тонн смешанных отходов — различными норвежскими компаниями, около 6500 тонн грунта и прочих материалов, загрязнённых остатками горючего, отправлены в Германию.

## Награды
- 26 февраля 1967 — Переходящее Красное Знамя Мурманского областного комитета ВЛКСМ, а также приз-модель Маяка со знаками воинской доблести, комсомольская организация крейсера занесена в Книгу Почёта комсомольцев и молодёжи Флота.
- 20 октября 1967 года — Памятное Знамя ЦК КПСС, Президиума Верховного Совета СССР, Совета Министров СССР.
- 1968 год — комсомольская организация электро-технической группы БЧ-5 награждена Памятным Красным Знаменем Ивано-Франковского Обкома ЛКСМУ.

С 1964 года практически ежегодно крейсер награждался Кубками и грамотами как Главнокомандующим ВМФ СССР, так и командующим Северным флотом за отличную и хорошую артиллерийскую стрельбу.
Среди почётных званий корабля такие как: «Лучший корабль среди крейсеров», «Лучший надводный корабль Северного флота», «Лучший корабль ВМФ СССР».